# Schwaz
Schwaz è un comune austriaco di 13 444 abitanti nel distretto di Schwaz, in Tirolo, del quale è capoluogo e centro maggiore; ha lo status di città capoluogo di distretto (Bezirkshauptstadt).

## Geografia fisica
La città è situata nella bassa valle dell'Inn.

## Storia
Schwaz è famosa per le proprie miniere. Si suppone, a causa del ritrovamento di antichi pozzi crollati, che già 1000 anni prima di Cristo in questi luoghi si estraessero minerali.
Schwaz viene citata come Sûates per la prima volta in un atto di donazione degli anni 930-931. Nel 1170 i signori di Freundsberg (che già avevano numerosi fondi lungo il corso dell'Inn) costruirono un castello. In seguito istituirono un distretto giudiziario e nel 1326 ricevettero dai sovrani del Tirolo il permesso di tenere un mercato settimanale a Schwaz.
In un documento del 1273 viene citata la tenuta dell'Arzberg, nei dintorni di Schwaz. Il nome deriva da Erzberg, che significa miniera di minerali metalliferi.
La riscoperta dei giacimenti avvenne all'inizio del XV secolo: dopo alcuni anni di estrazioni incontrollate svolte da minatori che lavoravano in proprio, Federico IV regolamentò l'estrazione. Il principale minerale estratto era la tetraedrite, da cui si poteva ricavare rame (35÷41%) e argento (0,3÷0,85%), mediamente nella proporzione di 1,25 ÷ 1,40 kg di argento prodotto ogni 100 kg di rame (a seconda dei diversi giacimenti).
La produzione crebbe velocemente, tanto che l'intera produzione di Schwaz alla fine del XV secolo copriva l'85% dell'intera produzione europea. A titolo d'esempio la seguente tabella mostra l'andamento della produzione nel Falkenstein, la zona più produttiva dei pozzi di Schwaz:
| Anno          | 1470  | 1480  | 1490   | 1500   | 1523   |
| ------------- | ----- | ----- | ------ | ------ | ------ |
| Produzione kg | 3 347 | 7 724 | 11 679 | 11 701 | 15 695 |

Di conseguenza, nel giro di pochi anni la città crebbe a dismisura: se nel censimento del 1427 si contarono 51 famiglie, 70 anni dopo ce n'erano già 4000. Non si può fare un calcolo preciso sul numero massimo di abitanti di Schwaz: le stime variano tra 15 000 e 40 000 abitanti, anche se probabilmente erano tra i 20 000 e i 22 000, di cui 8 000 - 9 000 direttamente coinvolti nell'industria mineraria. Sono numeri sufficienti a renderla la seconda città dell'Austria per grandezza, dopo Vienna.
I lavoratori impegnati nella miniera vivevano separati dagli abitanti del paese (perfino in chiesa avevano una navata riservata, che fino al 1858 era separata dalla navata principale da un muro), avevano stipendi molto alti per l'epoca e avevano una forma di previdenza sociale molto avanzata (pensione, malattie, giornata lavorativa di 8 ore).
Nel XVI secolo il materiale doveva essere estratto sempre più in profondità (arrivando anche a 220 metri sotto il livello dell'Inn), di conseguenza le infiltrazioni aumentarono a dismisura, tanto che fino a 600 uomini erano impiegati 24 ore su 24 per attingere l'acqua dai pozzi e trasportandola all'esterno con catene umane. Per questo motivo nel 1522 si è tentato invano di installare una prima pompa idraulica. Qualche anno dopo è stata progettata una pompa a mossa cavalli, ma i tempi di progettazione si sono dilungati troppo e nel frattempo sono state installate otto pompe a mano, che richiedevano l'impiego di 240 uomini.
Finalmente nel 1553 Wolfgang Leuscher di Salisburgo riuscì a costruire la prima grande ruota idraulica, una vera meraviglia per l'epoca: con grandi sacchi di cuoio da 1400 litri ciascuno e in otto ore, con il lavoro di due soli uomini, riusciva a sollevare 100 m³ d'acqua. Nei decenni successivi furono costruiti altri impianti di pompaggio, ma in alcuni casi non fu sufficiente e fu necessario chiudere molti pozzi.
| Anno          | 1525   | 1530   | 1540  | 1545  | 1555  | 1564  | 1570  | 1572  |
| ------------- | ------ | ------ | ----- | ----- | ----- | ----- | ----- | ----- |
| Produzione kg | 13 452 | 10 040 | 8 597 | 7 626 | 5 635 | 4 992 | 4 479 | 2 958 |

Dopo il picco di produzione del 1523 la produzione conobbe un rapido declino, dovuto non solo ai maggiori costi di estrazione, ma anche al passaggio graduale (iniziato già nel XV secolo) della gestione delle miniere dagli imprenditori locali ad imprenditori stranieri: tale processo iniziò quando l'Arciduca Sigismondo, l'imperatore Massimiliano I e i successivi eredi contrassero dei forti prestiti con banchieri tedeschi (tra cui ad esempio la famiglia Fugger di Augusta) dando come garanzia l'argento prodotto dalle miniere di Schwaz. Gli imprenditori stranieri nel corso dei decenni hanno gradualmente scalzato gli imprenditori locali fino ad assumere il controllo completo delle miniere.
L'estrazione è continuata anche nei secoli successivi. Nel 1671 è stato introdotto lo scavo con l'utilizzo degli esplosivi, che hanno portato ad un parziale aumento della produzione, senza però tornare ai fasti del secolo precedente. Nel XVIII secolo la produzione è di nuovo lentamente calata e di conseguenza anche la popolazione del paese. Nel 1749 c'erano ancora 7 500 abitanti, scesi a 6100 già nel 1763. Nel 1813 solo 150 minatori lavoravano al distretto di Falkenstein (per una produzione globale annua di soli 54 kg d'argento), mentre la chiusura definitiva del distretto risale al 1827. Altre miniere sono rimaste aperte fino al periodo della Prima Guerra Mondiale, mentre in seguito è rimasta attiva solo una miniera di dolomite, usata soprattutto per la produzione d'asfalto.
Dalle miniere di Schwaz sono stati estratti anche altri minerali: ferro, azzurrite, malachite, argentite, blenda, calcopirite, galena, cinabro, antimonite, pirite, quarzo e muscovite.
Schwaz ha saputo reagire al calo dell'estrazione mineraria differenziando le proprie attività: ad esempio nel 1795 esistevano una fabbrica di colori (che sfruttava i minerali estratti), una nitriera, una manifattura di cotone, un cantiere navale, la lavorazione di merletti e fuselli, un calzificio, dei mulini, delle fucine e un frantoio di una ferriera.
Schwaz ricevette il titolo di città nel 1898 da parte dell'imperatore Francesco Giuseppe I d'Austria.
Nel 1990 una parte di una vecchia miniera nel distretto di Falkenstein è stata aperta al pubblico.

## Monumenti e luoghi di interesse
- Castello di Frundsberg

## Amministrazione

### Gemellaggi
- Mindelheim, dal 1990[senza fonte]
- Bourg-de-Péage[senza fonte]
- East Grinstead[senza fonte]
- Sant Feliu de Guíxols[senza fonte]
- Termeno sulla Strada del Vino[senza fonte]
- Verbania, dal 1994[2]
- Trento circoscrizione Argentario[3]

## Sport
Stazione sciistica, ha ospitato tra l'altro i Campionati austriaci di sci alpino nel 1931 e nel 1966.